# IC 2212
IC 2212 је спирална галаксија у сазвјежђу Близанци која се налази на листи објеката дубоког неба у Индекс каталогу.
Деклинација објекта је + 32° 36' 46" а ректасцензија 7h 58m 57,1s. Привидна величина (магнитуда) објекта IC 2212 износи 14,5 а фотографска магнитуда 15,3. IC 2212 је још познат и под ознакама MCG 5-19-24, CGCG 178-13, NPM1G +32.0157, PGC 22371.